# خانه هنرمندان تبریز
خانه ختایی بنایی مربوط به دوره صفوی تا دوره قاجار است که در تبریز، خیابان ارتش جنوبی، کوچه صدر، بن‌بست ختایی‌ها واقع شده و این اثر با نام "خانه ختایی" در تاریخ ۱۴ مرداد ۱۳۸۲ با شمارهٔ ثبت ۹۴۱۰ به‌عنوان یکی از آثار ملی ایران به ثبت رسیده است.

## خانه هنرمندان تبریز
این خانه در آبان ۱۳۸۹ از سوی شهرداری تبریز خریداری شد و مالکیت آن به سازمان فرهنگی هنری شهرداری تبریز واگذار گردید و به نام «خانه هنرمندان تبریز» گشایش یافت.

## پیشینه
ختائیان خانواده بازرگان و ثروتمندی بودند که آن‌ها با درایت توانستند در تمام سال‌های انقلاب مشروطه و جنگ، خود را در امان نگه دارند تا این که روس‌ها در روز اول محرم سال ۱۳۳۰ ه.ق با وجود آتش‌بس اعلام شده، به خانه آنان حمله برده و افرادی را که از ترس در زیرزمین خانه مخفی شده و قرآن به سر گرفته بودند را کشتند و خانه را غارت کردند.
خانه ختایی‌ها، حدود 700 مترمربع مساحت دارد. اسناد تاریخی و آثار قدیمی برجای مانده در آن، قدمت خانه را به حدود150 سال قبل و دوران قاجار مربوط می‌سازد.